# Лигун, Анатолий Александрович
Лигун, Анатолий Александрович (25 июня 1947, Пятихатки, Днепропетровская область — 1 марта 2008, Днепродзержинск, Днепропетровская область) — советский и украинский математик, специализирующийся на теории аппроксимации, был академиком Академии наук высшей школы Украины

## Биография
Родился в 1947 году в городе Пятихатки Днепропетровской области. В детстве Анатолий Александрович часто болел., но математика помогала ему отвлечься от проблем со здоровьем. Как он сам рассказывал, наука всегда приносила ему удовольствие. В старших классах он был лучшим математиком, ему удавалось решать задания так быстро, что он завоевал уважение своих товарищей и учителей.
В 1965 году Анатолий Александрович поступил на механико-математический факультет Днепропетровского государственного университета. В 1971 году его пригласили в аспирантуру, которую он успешно закончил в 1974 году. Обучение в аспирантуре было тяжёлым с точки зрения материального обеспечения. Стипендия составляла 69 рублей, а к тому моменту у Анатолия уже была семья: жена и маленькая дочь. Родители не имели возможности помогать сыну. Молодые супруги снимали небольшую комнату, в которой из мебели были лишь кровать и гардероб, и не было даже места для письменного стола. Анатолию Александровичу приходилось брать матрац, лезть под кровать, включать там лампу, чтобы не мешать спящей семье, и работать над диссертацией. Вспоминая эту трагикомическую ситуацию, учёный говорил: «Теорема, доказанная под кроватью». Когда было очень тяжело и даже приходилось голодать, товарищи по науке приглашали семью Лигунов к себе на обед.
В 1974 году Анатолий Александрович защитил диссертацию и получил степень кандидата физико-математических наук. С 1974 года он работал в университете. С 1980 года стал доцентом кафедры высшей математики Днепродзержинского индустриального института. В 1986 году стал доктором физико-математических наук. С 1982 года по 1994 год заведовал кафедрой высшей математики. С 1987 года стал профессором этой кафедры. Профессор Лигун работал очень плодотворно. Помимо математических работ, он любил и умел доносить свой опыт молодому поколению. С 1991 года по 2003 год, Анатолий Александрович работал в Днепродзержинском техническом лицее с наиболее талантливыми учениками города. Много трудов создал в соавторстве со своими коллегами: ими было написано несколько учебников для учеников технического лицея.
1994 год был наиболее плодотворным в плане признания заслуг Анатолия Александровича. Именно в этом году профессор Лигун стал Лауреатом государственной премии, заслуженным деятелем науки и техники Украины, Соросовским профессором (за вклад в развитие мировой науки).
Все, кто знал Анатолия Александровича, особенно подчёркивают его высокие нравственные качества, такие как неподкупность, бескомпромиссность, отсутствие жалоб. У Анатолия Александровича осталось огромное количество друзей и учеников. Работы учёного опубликованы не только в СССР и на постсоветском пространстве. Его хорошо знают специалисты по теории аппроксимации во всем мире. Большое количество работ вышло в Польше, США.
Незадолго до смерти, были оценены заслуги учёного как педагога — он получил звание академика Академии наук высшей школы Украины.
Учёный умер 1 марта 2008 года.

## Дети
- 23 июня 1972 год — Елена;
- 21 марта 1975 год — Наталья. Поэтесса[3].